# Miami-Dade Transit
Miami-Dade Transit – system transportu publicznego w hrabstwie Miami-Dade na Florydzie. Jest to największy system transportowy na Florydzie, a 12 największy w USA. Obecnie obsługuje system kolei podmiejskiej, Metrorail, Downtown Miami Metromover, Metrobus i Paratransit (STS).